# Marek Stryjecki
Marek Stryjecki (ur. 23 marca 1981 w Raciborzu) – polski szachista, mistrz międzynarodowy od 2000 roku.

## Kariera szachowa
W roku 1998 zdobył w Krynicy Morskiej brązowy medal mistrzostw Polski juniorów do lat 18. Kolejne dwa medale zdobył w roku 1999: złoty (Nowa Ruda, do lat 18) oraz srebrny (Trzebinia, do lat 20). Wielokrotnie reprezentował Polskę w mistrzostwach świata i Europy juniorów w różnych kategoriach wiekowych, najlepsze wyniki uzyskując w roku 1999: VI miejsce na mistrzostwach Europy do lat 20 (w Patras) oraz X miejsce na mistrzostwach świata do lat 18 (w Oropesa del Mar). W 2002 roku zadebiutował w finale mistrzostw Polski seniorów, zajmując w Warszawie XIII miejsce.
Najwyższy ranking w karierze osiągnął 1 kwietnia 2002 r., z wynikiem 2456 punktów zajmował wówczas 34. miejsce wśród polskich szachistów.